# ボックスアート
ボックスアートは、プラモデルなどのパッケージに描かれる内容物を表す絵のこと。箱絵、パッケージアートとも呼ばれる。
プラモデル以外に、ゲームソフトなどのパッケージイラストもボックスアートと呼ばれることがあるが、本項ではプラモデルのボックスアートについて述べる。

## 概要
ボックスアートは商品の入った箱の表装に描かれたイラスト等の絵のことであるが、特にプラモデルのパッケージに描かれた絵のことを指す場合が多い。
プラモデルのボックスアートには、通常モデル化した対象、例えば飛行機や戦車などが実際に活動している様子が描かれている。プラモデル以外の玩具でも、箱入りで販売されるものは箱の表面に絵が描かれることがあるが、完成品で販売される玩具では箱を開けて中を見ればどのような商品であるかが一目瞭然であるのに対し、プラモデルでは箱を開けて中を見てもそれがどのような形に組み上がるのかを想像するのは困難な場合が多く、商品の完成形をイメージさせるという機能において、ボックスアートの役割は非常に重要である。加えて、ボックスアートは通常フルカラーで描かれているため、塗装を行う際の参考となり、キットでは省略されているような細部まで描き込まれている事も多いので、ディテールアップの際の資料としても活用することが可能である。
資料的価値のみでなく、優れたボックスアートには消費者の購買意欲を高める効果があり、ボックスアートの良し悪しが商品の売り上げに影響を与えることもあるので、商品内容は同一のままボックスアートのみを変更されたキットも少なくない。長期間販売されている航空機などのキットでは、パッケージデザインとボックスアートの変更を何度か経ているものが多い。
また、「アート」と称されている通り、芸術性の高いものもあり、ボックスアート自体を収集の対象にしているコレクターもいるほどである。プラモデルコレクターの間でも、パーツ自体は同じであっても希少なボックスアートを持つキットには、高いプレミアム価格が付けられている。

## ボックスアートの変遷
1940年代から1950年代前半までの初期のプラモデルのボックスアートは、それまでの木製模型のボックスアートの流れを汲み、対象物のみを描いた比較的シンプルなものが多かったが、1950年代後半以降フルカラーで対象物の周辺まで書き込んだものが多くなった。1960年代には有名なアーティストも参加して、芸術的にも優れたボックスアートが数多く描かれたため、この時代のボックスアートは特に人気が高い。
1970年代に入ると、ボックスアートに描かれた内容と、キットの内容物とのギャップが問題とされ始め、ボックスアートにはキットに含まれない車両や人物等は極力描かれないようになり、旧作のボックスアートの背景に描かれていた車両や人物を消す事も行われた。
1980年代にはボックスアートとキットの内容との一致が更に進められ、欧米の多くのメーカーではパッケージに実際のキットを組み立てたものの写真を使用するようになった。一部にはキットの写真であってもジオラマ仕立てでモデラーの参考になるものもあったが、多くはキットの素組みに塗装およびデカール貼りを行っただけのもので、キットの内容の確認には適していても、資料的価値も少なく、購買意欲を掻き立てるものでもなかった。この時代は1960年代とは対照的なボックスアートの暗黒時代といえる。
1990年代以降は再びイラストによるボックスアートが主流になってくるが、基本的には1970年代の流れであり、キットに含まれないものの描き込みは少ない。また、以前のパッケージを流用する場合も含め、ナチス時代のドイツ機に描かれていたスワスティカは殆ど削除されている。

## 日本のボックスアート
日本においても、プラモデルの初期の時代から、挿絵画家としても活躍していた小松崎茂や梶田達二、航空機研究家でもあった橋本喜久男、ウォーターラインシリーズのボックスアートの大半を手がけた上田毅八郎、高い資料性と迫力を兼ね備えた髙荷義之、航空画家として著名な小池繁夫などの手により、世界的にみても一級のボックスアートが描かれてきた。
キットに含まれない背景の車両や人物等の削除は、輸出向けに一部の商品で行われたが、日本では完成品の写真パッケージが主流になることは無く、近年ではタミヤの1/72ウォーバードコレクションや一部の限定商品に見られる程度である。しかし、近年では、ハセガワやフジミの限定商品を中心に、実機や実車の写真をパッケージに使用したものも現れてきた。
日本発祥のボックスアートのデザインとしては、1960年代の末からタミヤが採用した「ホワイトパッケージ」がある。これは背景を廃し、白地に商品のみを精密に書き込んだもので、背景のない点をパッケージのトータルデザインで補い、更に商品を強調する効果を上げたため、斬新なデザインとして消費者からの高い支持を受けた。そのため、その後多くの国内メーカー、韓国や中国のメーカーから同様のホワイトパッケージの商品が発売されている。ただし欧米のメーカーからはほとんど発売されていない。

## ボックスアートの主なアーティスト
プラモデルのボックスアートを手がけた主なアーティストと刊行作品集を示す。ほかにタミヤ、バンダイ（ガンプラ）のボックスアートを集めた書籍もある。
- 石橋謙一
- 上田毅八郎
  - 『上田毅八郎艦船画集―ウォーターライン・ボックスアートの世界』光栄、2002年
  - 『上田毅八郎の箱絵アート集　戦艦大和から零戦まで』草思社、2011年
- 上田信
- 大西将美
- 開田裕治
- 梶田達二
- 小池繁夫
- 小林信夫
- 小松崎茂
  - 『小松崎茂と昭和の絵師たち―プラモ・ボックスアートの世界』立風書房、2007年
- 髙荷義之
  - 『高荷義之―プラモデル・パッケージの世界』大日本絵画、1999年
- 天神英貴
- 中西立太
- 橋本喜久男
- 平野光一
- 藤田幸久
- マーシーラビット
- 森下直親